# Lohengrin
Lohengrin is een opera van de componist Richard Wagner. Deze ging in première op 28 augustus 1850 in Weimar, gedirigeerd door Franz Liszt. De basis voor het verhaal is ontleend aan het Parcival-epos van Wolfram von Eschenbach en de middeleeuwse legenden van de Heilige Graal. Het is een van de vroege opera's van Wagner, die nog volgens een tamelijk conventioneel stramien van aria's, soms met refrein, afgewisseld door recitatief, verloopt.

## Synopsis

### Eerste bedrijf
Het verhaal gaat over Elsa, wier vader (de hertog van Brabant) sterft. Na het overlijden van de hertog klaagt diens rechterhand, graaf Frederik van Telramund, haar aan wegens broedermoord. Graaf Telramund verdenkt Elsa er namelijk van haar broer Godfried vermoord te hebben om zelf over Brabant te kunnen heersen. Tevens eist hij het recht als opvolger van de Hertog van Brabant op, samen met zijn Friese echtgenote Ortrud.

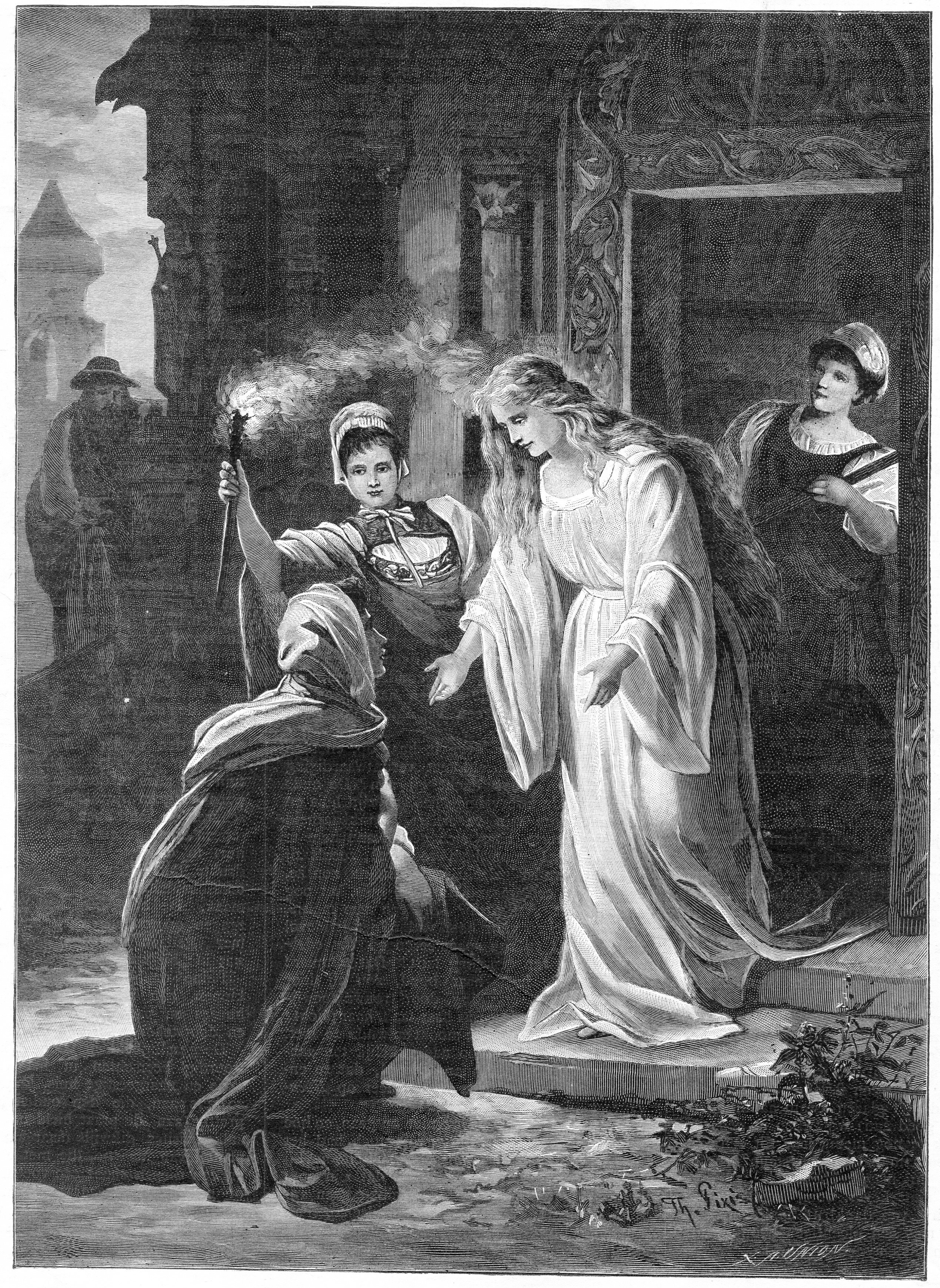
Ortrud knielt voor Elsa, door Th.Pixis, Katholieke Illustratie 1894

Wanneer Elsa voor koning Hendrik de Vogelaar wordt gedaagd die haar om een uitleg vraagt, antwoordt ze met te vertellen over haar droom dat een ridder haar te hulp zou komen. Op het laatste moment verschijnt aan de horizon een ridder in een bootje, voortgetrokken door een zwaan, op de Schelde. De Zwaanridder daagt Graaf Telramund uit tot een tweegevecht, met Elsa's hand als inzet. De ridder wint het gevecht maar laat Telramund in leven. Elsa hoort nu de ridder toe: hij wil met haar trouwen, maar op één voorwaarde: ze mag nooit naar zijn naam of afkomst vragen. Elsa belooft dit.

### Tweede bedrijf
Telramund is woest, niet alleen omdat hij zijn eer verloren heeft, maar ook omdat hij zijn vrouw Ortrud van leugens verdenkt: zij zou namelijk de broedermoord met haar eigen ogen gezien hebben. Het echtpaar is vastbesloten het hier niet bij te laten. Ortrud wil bij Elsa in de gunst komen om haar over te halen de verboden vraag te stellen en Telramund wil de ridder aanklagen wegens hekserij en hem in een gevecht verwonden, om hem van zijn vermeende magie te ontdoen.
Op de dag van het huwelijk kondigt een gezant van de koning aan dat Telramund verbannen wordt, en de ridder als 'Beschermer van Brabant' over Brabant zal heersen. De dag erop echter moet hij het leger aanvoeren in het oosten. Wanneer dan de bruiloftsstoet met Elsa voorop de kerk betreedt, eist Ortrud voorrang. De koning vraagt Ortrud om de reden voor dit tumult. Telramund valt hem in de rede, beschuldigt de ridder van hekserij en gebiedt hem zich bekend te maken. De edelen zeggen de ridder hun steun toe, maar met sluwe woorden doet Telramund Elsa twijfelen. De ridder ziet Telramund bij Elsa, maar als hij vraagt of Elsa hem de verboden vraag wil stellen, zegt ze toch neen, zodat het huwelijk voltrokken kan worden.

### Derde bedrijf
Na het huwelijk zijn Elsa en de zwaanridder eindelijk alleen. Elsa kan zich echter niet bedwingen en vraagt naar zijn naam en oorsprong. Op dat moment komt Telramund gewapend tevoorschijn. De ridder verslaat hem echter met Telramunds dood tot gevolg. Diep bedroefd door Elsa's vraag, neemt hij zich voor om voor volk en koning een antwoord te geven. Hij maakt zich bekend als Graalridder Lohengrin, zoon van Parzival, de Koning van de Heilige Graal. Nu hij zich bekend heeft gemaakt moet hij terugkeren, waardoor hij de legers van het Rijk niet kan aanvoeren. Hij belooft Koning Hendrik wel de eindzege. Hij belooft dat Elsa's broer Godfried na een jaar zal terugkeren, en dat hij voor hem zijn gezegende hoorn, zwaard en ring achterlaat.
Ortrud verklaart dat zij Godfried door het aanroepen van haar heidense goden in een zwaan had omgetoverd. Door een gebed van Lohengrin daalt daarop een witte graalsduif uit de hemel neer en bevrijdt Lohengrin de zwaan van zijn ketenen, waarop die weer in Godfried verandert: de nieuwe Hertog van Brabant. Voortgetrokken door de witte duif verdwijnt Lohengrin in zijn bootje achter de horizon. Elsa valt dood op de grond.